# Aeroportul Tatitlek
Aeroportul Tatitlek (IATA: TEK, ICAO: PAKA, FAA LID: 7KA) este un aeroport din Alaska, Statele Unite ale Americii ce deservește zona Tatitlek⁠(d). Aeroportul a fost tranzitat în 2019 de 874 de pasageri. A fost numit după zona deservită.
Situat la o altitudine de 19 m, aeroportul dispune de 1 pistă. Este operat de Alaska Department of Transportation & Public Facilities⁠(d).

## Infrastructură

### Piste
Aeroportul dispune de o singură pistă. Pista 13/31 are suprafața de pietriș și dimensiunile 3.701 picioare × 75 picioare. 